# Svenska dagen
Svenska dagen firas bland finlandssvenskarna den 6 november samtidigt som man i Sverige firar Gustav Adolfsdagen. Dagen instiftades av Svenska folkpartiet och firades första gången år 1908. Dagen var avsedd att verka för den finlandssvenska befolkningens sammanhållning och har sedan dess fungerat som en slags nationaldag för den svenskspråkiga befolkningen i Finland. 
Svenska dagen är således äldre än både Svenska flaggans dag (sedermera Sveriges nationaldag), som instiftades 6 juni 1916, och Finlands nationaldag Självständighetsdagen instiftad 6 december 1917.
Numera talar man sällan om att dagen också är Gustav Adolfsdagen, även om minnet av hjältekonungen från början uttryckligen var en del av tanken bakom festdagen:
| ”                                                                                 | Gustaf II Adolf är vår historias största minne, väl värt att bliva den medelpunkt, kring vilken Finlands svenska befolkning skrider till samling på en dag, då denna ur sina hävder vill hämta nytt mod och nya krafter i striden för sin rätt att vara sig själv, att bevara sin nationalitet | „ |
| – Axel Lille, Svenska folkpartiets grundare, i en tidningsartikel 6 november 1908 | |   |

## Bakgrund
Festdagen fick sin början 1908 då Svenska folkpartiet instiftade en särskild svensk dag för att öka känslan av sammanhållning bland den svenskspråkiga befolkningen i Finland. Som dag valdes Gustav II Adolfs dödsdag, till minnet av att han stupade i 30-åriga kriget, vilket utgjorde en del av grunden till Sveriges stormaktsposition. Under de första åren fokuserade festligheterna mycket kring kungens person.
Under 1930-talet, då språkstridigheterna var som värst, uppstod till och med vilda gatuslagsmål mellan språkgrupperna på Svenska dagen. Bland finskhetsivrare sågs Svenska dagen som en dag då aggressiv imperialism firades. Detta ledde också till att Svenska dagenfestligheterna lockade mera deltagare än tidigare bland svenskspråkiga. Under andra världskriget började man framhäva folkets enighet oberoende av språkbakgrund och festarrangören byttes till Svenska Finlands Folkting, i stället för det mera politiska Svenska folkpartiet. Under 1960-talet blev festligheterna mindre populära, medan intresset för minoritetskulturer och också Svenska dagenfirandet åter ökade under 1970-talet. Sedan 1979 har 6 november varit en vedertagen flaggdag i Finland och namnet Svenska dagen (Ruotsalaisuuden päivä) har varit infört i almanackan sedan 1980.

## Offentligt och privat
Svenska dagen firas i huvudsak i offentligheten med publika evenemang. Från att ha varit en högstämd och fosterländsk dag firas dagen numera på olika sätt. Svenskspråkiga studerande började redan på 1970-talet fira Svenska natten, till en början en parodi på Svenska dagen men snart en etablerad del av Folktingets Svenska dagen-program. Sedan 2000 har Svenska dagen utvidgats till Svenska veckan med program av många olika slag. Framför allt vill man påminna om svenskan och tvåspråkigheten i Finland.
En huvudfest ordnas av Svenska Finlands Folkting, orten varierar från år till år, och det delas ut medaljer och pris. Mindre fester och tillställningar ordnas i skolor och daghem och i olika föreningars regi på många orter i Svenskfinland. Musikuppföranden och tal hör till standardrepertoaren. 
Trots en väletablerad historia är Svenska dagen inte en folkfest, ens för alla finlandssvenskar. På det privata planet ägnar man svenskan i Finland, språkets roll och betydelse, hotbilder etc. en extra tanke. Man besluter sig kanske också för att tala svenska i situationer då man vanligen pratar finska. En del vill gärna höra Modersmålets sång.

## Modersmålets sång
På Svenska dagen sjungs Modersmålets sång, med text och musik av Johan Fridolf Hagfors. Den uppfördes på de första Svenska dagenfesterna 6 november 1908 men hade varit samlingssång för de svenskspråkiga i Finland redan tidigare. Sången  skrevs för Akademiska sångföreningen 1897 men uruppfördes 1898 i samband med 50-årsjubileet av Pacius tonsättning av Vårt land. Därefter arrangerades den också för blandad kör och spred sig som en löpeld i bygderna. Både text och melodi innehåller alla element som kännetecknar tidens nationalromantik. Sången blev känd också i Estland och Sverige.  

## Svenska dagenbakelser
På 1920-talet började bageriet Stella i Helsingfors tillverka Gustav Adolfsbakelser enligt modell från Sverige. Bakelser med en siluett av kungen hade lanserats av konditorier i Göteborg efter att Gustav II Adolfs staty avtäcktes i staden 1854. Sedan 1990-talet har konditori Ekberg i Helsingfors tillverkat Svenska dagenbakelser. Utseendet varierar men liksom Gustav Adolfsbakelserna pryds de en siluett föreställande Gustav II Adolf. Trots sin 100-åriga historia i Finland är det ändå få som känner till bakelsen, ens i finlandssvenska kretsar.